# Générale française automobile
Pour les articles homonymes, voir GFA.
 (août 2022).
La Générale française automobile (GFA), parfois aussi nommé par erreur "Groupement Français de l'Automobile" fut constituée en 1941 pour remédier aux problèmes d'approvisionnement en temps de restrictions et de concurrence inutile entre de nombreux petits constructeurs de voitures particulières et surtout de camions et autres véhicules industriels. Elle devait regrouper Delahaye, Hotchkiss, Laffly, Latil, La Licorne, Saurer et Unic, mais en définitive il n'y resta que les marques Bernard, Delahaye, Laffly, Simca et Unic. Ce groupement, tout comme celui de l'Union française automobile (Panhard, Somua et Willème), fut conservé par le plan Pons en 1945.
Entré en vigueur début janvier 1946 en France, le plan quinquennal de l'automobile, dit « Plan Pons » du nom de son principal concepteur, prévoyait de rationaliser la production automobile française en ces temps de restrictions. Ainsi fut décidé d'autoriser la production de véhicules populaires et utilitaires à des groupes industriels solides, Citroën et la Régie Renault. Les constructeurs de taille modeste furent réunis à une firme industrielle solide (Peugeot, Panhard, Simca, Berliet) selon les synergies qu'avaient évalué le ministère de la Production industrielle pour mettre en commun leurs moyens de production et mutualiser leurs commandes selon des cahiers des charges contraignants :
- À Peugeot furent donc satellisés Hotchkiss, Latil et Saurer.
- Berliet fut épaulé de Rochet-Schneider et Isobloc.
- L'Union française automobile, ou U.F.A. regroupait comme précédemment Panhard, Somua et Willeme.
- On conservait la GFA, présidée par le baron Petiet, qui rassemblait autour de Simca les firmes Delahaye (+ Delage), Unic, Bernard et Laffly.

À Simca fut confié le soin de produire des voitures populaires en collaboration avec Panhard. Ce projet "AFG" débouchera sur la Panhard Dyna X après que Simca y ait renoncé pour imposer ses modèles maison. Delahaye et sa filiale Delage furent autorisés à produire des modèles de luxe à la condition d'en réserver l'essentiel à l'exportation. Unic, Bernard et Laffly furent affectés à la production de camions. Chacun en fait conservait ses orientations industrielles antérieures, à part Unic qui renonçait à la production de voitures particulières, devenue marginale pour cette marque dès avant la guerre.
Ces regroupements étant décidés par un plan gouvernemental sur des bases réglementaires et industrielles, mais non économiques, ils n'impliquaient aucune prise de participation d'un constructeur sur l'autre et n'eurent pas de postérité. À leur dissolution, chaque firme reprit son indépendance. Par contre, les constructeurs négligés par le plan Pons eurent les plus grandes difficultés à poursuivre une production, dont des firmes prestigieuses comme Bugatti, Chenard & Walker, Delaunay-Belleville, Georges Irat, la Licorne, Mathis, Rosengart, Salmson et Talbot. Ruinées par les années d'occupation, les pillages, les bombardements, l'affectation de leurs usines à l'effort de guerre au lieu de l'étude de nouveaux modèles, sous-capitalisées, privées d'aides gouvernementales, des mannes du plan Marshall, d'autorisations diverses, de fournitures en qualité et quantité nécessaire, de machines-outils modernes et soumises à la pression des pouvoirs publics dirigistes de l'après-guerre qui ne leur étaient pas favorables, elles s'éteignirent toutes peu à peu, privant la France jusqu'à nos jours d'une production durable et rentable de voitures de luxe. 
La GFA avait été précédée en 1927 par un consortium librement créé par les sociétés Delahaye, Donnet (prédécesseur industriel de Simca), Unic et Chenard & Walker. Après avoir approché Ariès et Brasier et quelques autres petits constructeurs, ce consortium se résuma finalement à Delahaye, Unic et Chenard & Walker, d'où le surnom de DUC qui lui fut donné pour peu de temps : Unic quitta l'aventure la même année pour être remplacé par Rosengart. Ce Consortium des Grands Constructeurs avait pour but déjà de rationaliser la production automobile de ses membres comme de mutualiser leurs réseaux de concessionnaires afin de soutenir la concurrence avec les constructeurs industriels, mais eut une existence éphémère. À part Chenard et Rosengart, ses membres se retrouvèrent au sein de la GFA. Il inspira peu après et avec plus de succès la création d'Auto-Union en Allemagne.